# Garneratal

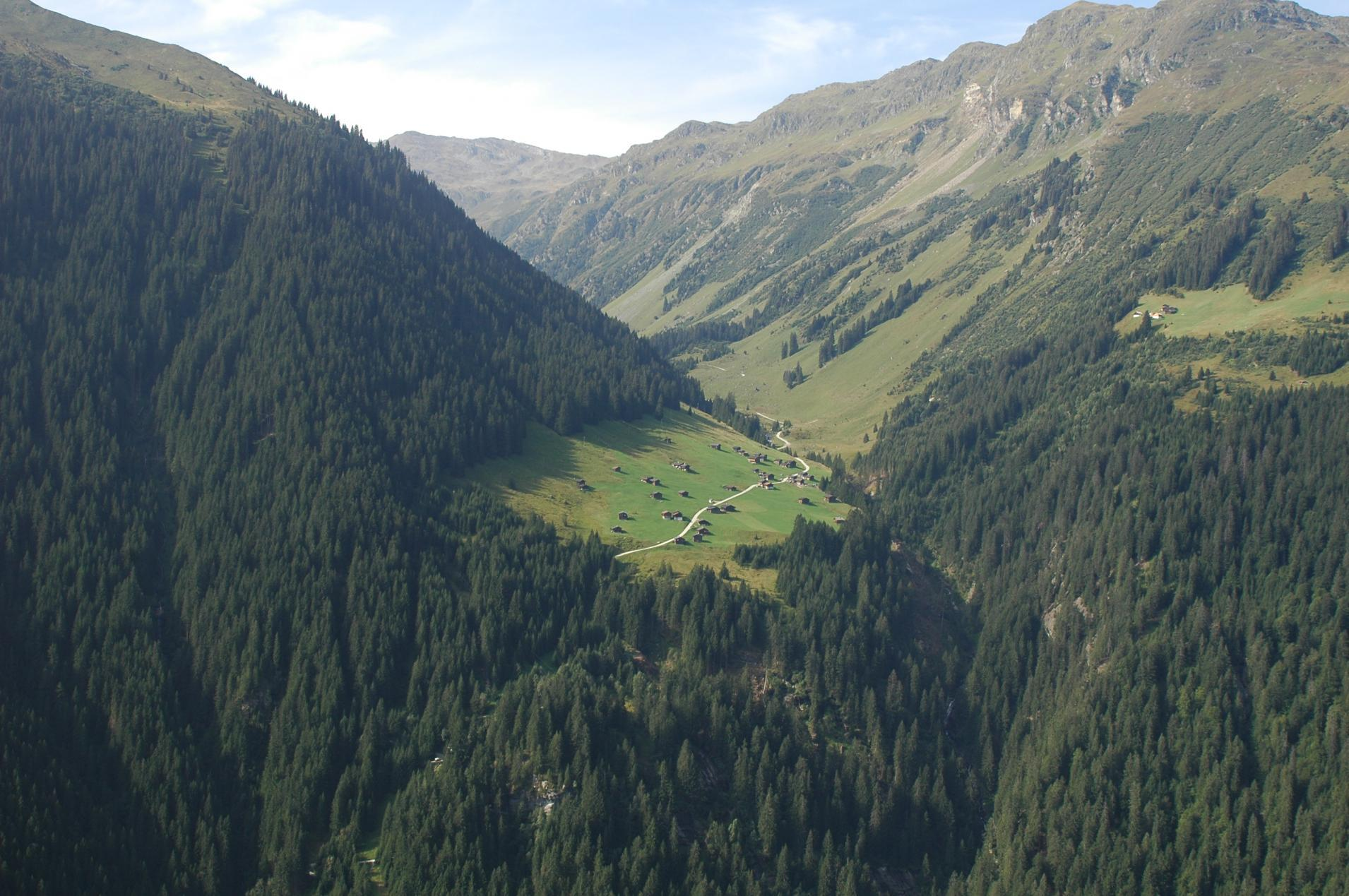
Ganeu Maisäß, Fenggatobel, Lifinar Maisäß am Taleingang

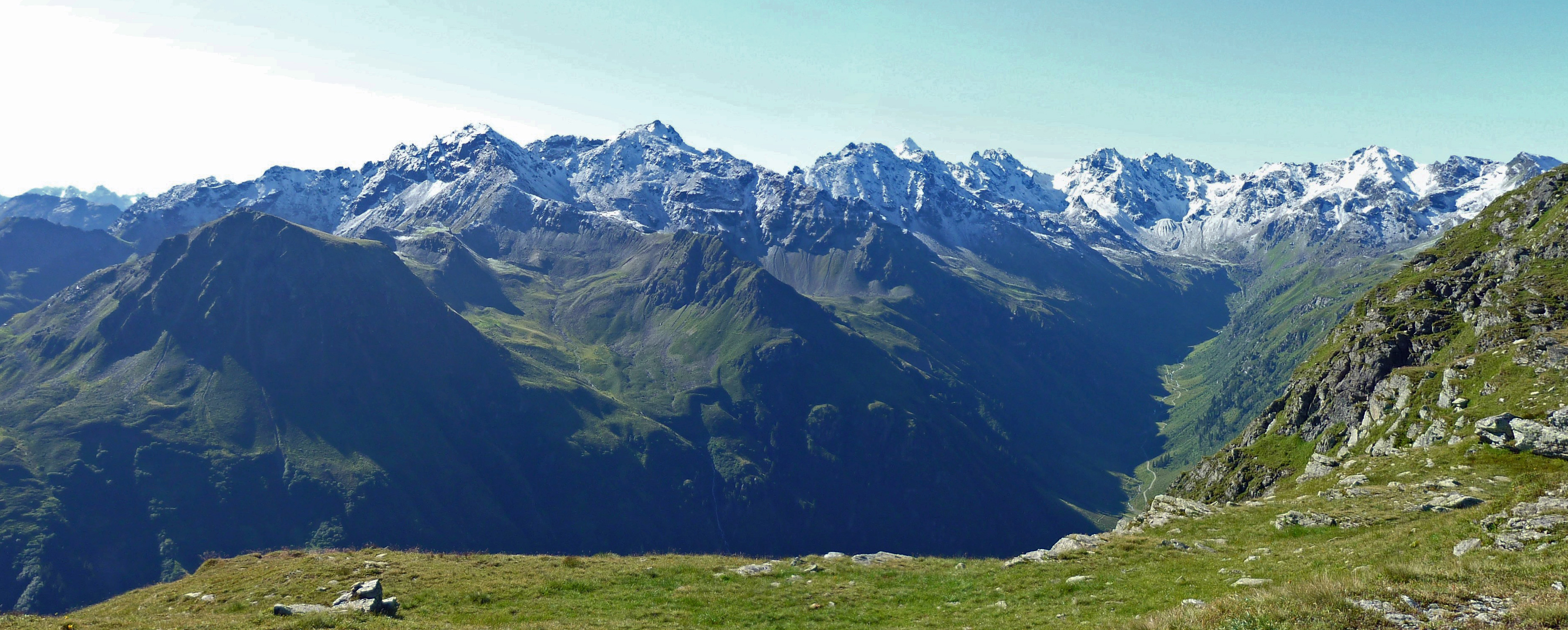
Ganeratal vom Versettlaweg

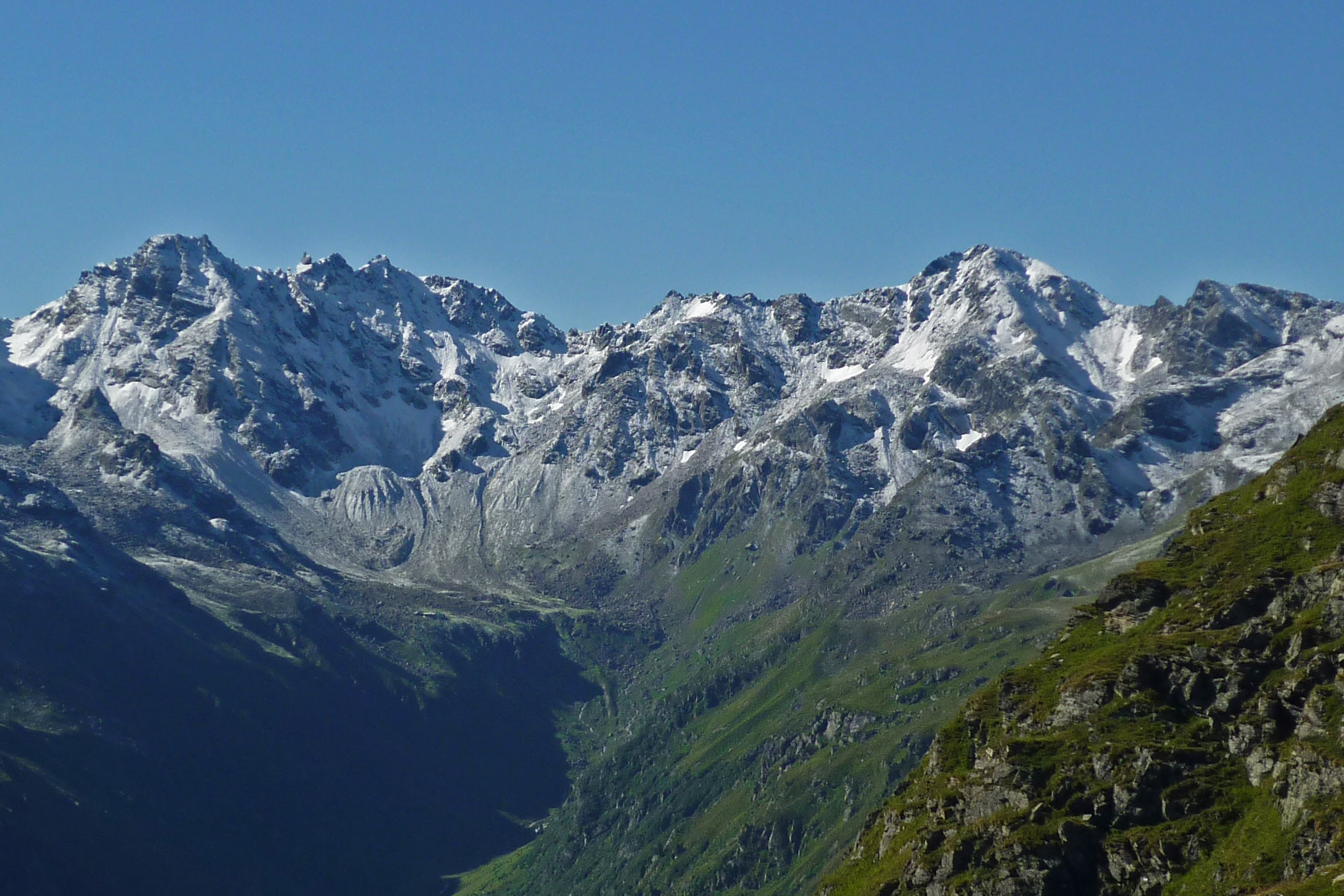
Talschluss des Ganeratals, links im Bild die Tübinger Hütte

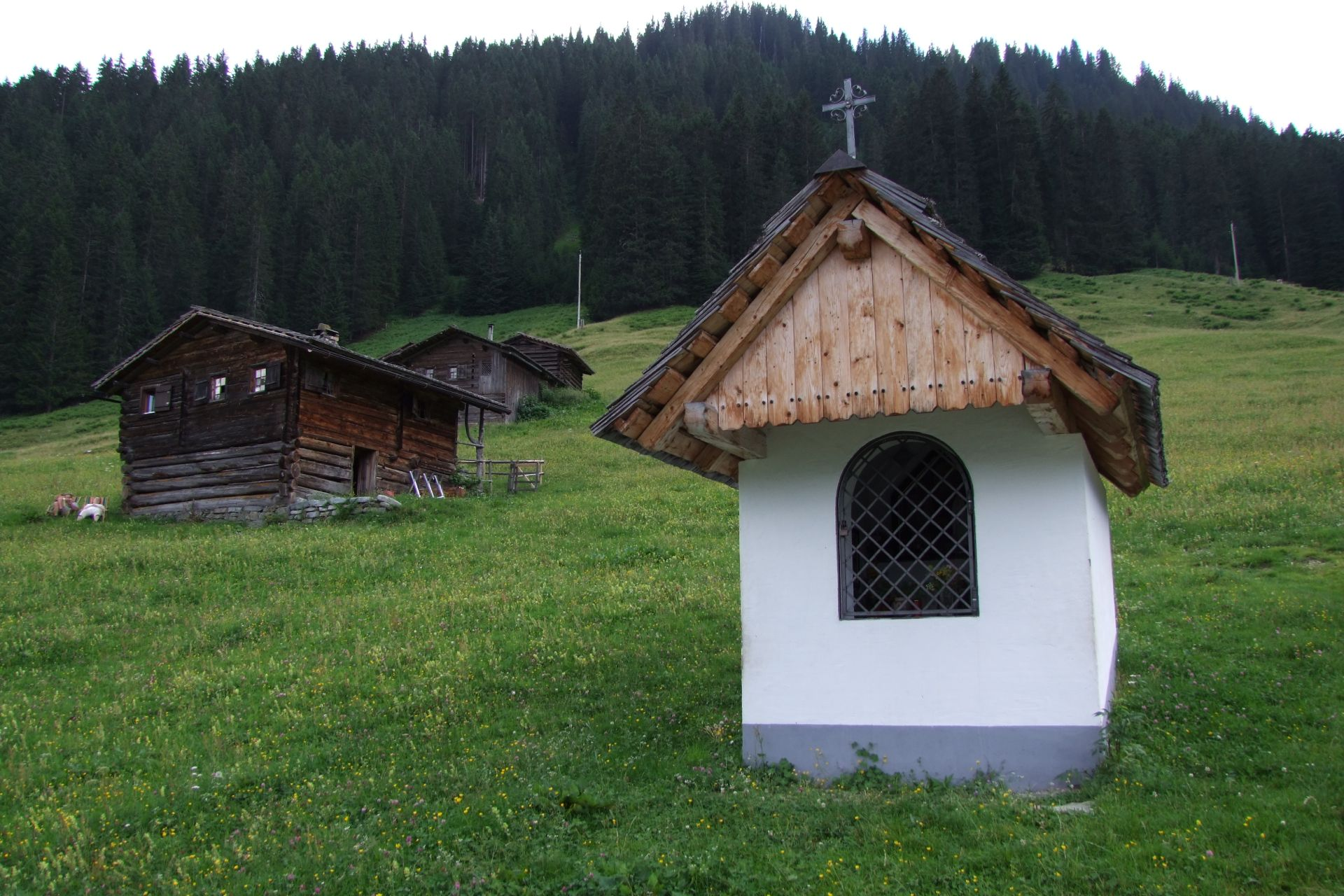
Kapelle im Ganeu Maisäß

Das Garneratal ist ein linkes unbewohntes Seitental des Montafons im österreichischen Bundesland Vorarlberg. Es ist ein typisches Hochgebirgstal mit vielen verschiedenen Vegetationshöhenstufen.

## Lage
Das gesamte Tal gehört zur Gemeinde Gaschurn, der hintersten Gemeinde im Montafon. Es liegt in der Silvretta, rechtsseitig (ostseitig) ist die Bergkette der Hochmaderer-Gruppe, linksseitig die Berge der Garnera-Gruppe.
Der Taleingang ist im Gaschurner Ortsteil Trantrauas auf ca. 1000 m Höhe. Hier erreicht der Garnerabach nach dem Fenggatobel (=Garneraschlucht) den Talboden des Montafons. Das Tal führt ziemlich genau nach Süden bis zum Hauptkamm der Silvretta.

## Umgrenzung
Die umgrenzenden Berge und Sättel sind von Norden im Uhrzeigersinn Schafboden (2400 m), Schafbodenjöchli (2348 m), Stritkopf (2745 m), Hochmaderer (2823 m), Hochmadererjoch (2505 m), Valgraggeskopf (2820 m) und Östliche Plattenspitze (2852 m).
Danach geht es weiter entlang des Hauptkamms der Silvretta, der auch die Grenze zur Schweiz bildet, über Plattenjoch (2728 m), Westliche Plattenspitze (2883 m), Kessispitze (2833 m), Garnerajoch (2459 m) bis zum Hinterberg (2682 m).
Die Westseite des Garneratals ist gleichzeitig die Gemeindegrenze Gaschurn/St. Gallenkirch, mit dem Mittelberg (2657 m), Vergaldner Joch (2515 m), Vorderberg (2553 m), Kuchenberg (2523 m), Matschuner Joch (2423 m), Madrisella (2466 m), Versettla (2372 m) und Burg (2247 m).
Das Einzugsgebiet des Garnerabachs hat 25,45 km².

## Umgebende Täler
Der Talboden des Montafons geht bis Partenen, danach steigt das Tal südwärts an bis zum Vermunt-Stausee, dieser Talabschnitt wird Untervermunt genannt, danach spricht man von Großvermunt. Das Kromertal ist wie das Garneratal ein linkes unbewohntes Seitental. Südlich des Silvretta-Hauptkamms liegen das schweizerische Seetal und weiter westlich das Schlappintal.
Das Vergaldatal liegt wieder in Österreich, es ist ein Quelltal des Gargellentals. Zwischen Gargellental und Garneratal liegt das kleinere Novatal mit dem Vermielbach.
|                        | Montafon              |                        |
| Novatal Vergaldner Tal |                       | Untervermunt Kromertal |
|                        | Schlappintal – Seetal |                        |

## Talverlauf
Oberhalb des Fenggatobels, auf der Ostseite des Tals, auf etwa 1400 m Höhe liegt das Ganeumaisäß oder einfach Ganeu mit zahlreichen Gebäuden, erreichbar über den Güterweg Ganerastraße. Dieser Güterweg führt weiter am Talboden bis zur Ganeraalpe auf 1674 m Höhe und dann noch weiter nach Süden bis zur Talstation einer Materialseilbahn (1960 m), die Güter zur Tübinger Hütte auf 2191 m Höhe befördert. Der hintere Talabschnitt ist ein vom Gletscher geformtes Trogtal. Der Talschluss ist ein Kessel, umgeben von einem Halbkreis hoher Gipfel. Auf der Westseite liegt das Lifinarmaisäß, erreichbar über den Güterweg Lifinarweg von der Mittelstation der Versettlabahn aus.

## Gletscher
Wegen der globalen Erwärmung bestehen heute nur noch geringe Reste des Garnera- und Plattengletschers. 1969 war der Plattengletscher allein noch über 10 ha groß, 2012 war die gesamte Gletscherfläche nur noch 4,5 ha groß, 2024 waren die Gletscher praktisch verschwunden. Es gibt noch Blockgletscher mit fossilem Charakter. Im Kar unterhalb des Strittkopfs liegt ein noch aktiven Blockgletscher.

## Übergänge
Von der Tübinger Hütte führt ein hochalpiner Steig über den (ehemaligen) Plattengletscher und das Plattenjoch (2728 m) ins schweizerische Seetal, die Seetalhütte erreicht man in knapp drei Stunden.
Von der Tübinger Hütte kommt man über das Garnerajoch, in der Schweiz Carnäirajoch genannt, ins Schlappintal, in fünf Stunden erreicht man Klosters. Ebenfalls in fünf Stunden erreicht man über das Vergaldner Joch Gargellen. Über das Hochmadererjoch kommt man in gut drei Stunden ins Kromertal und weiter zum Vermunt-Stausee. Über die Seelücke kommt man in drei Stunden zur Saarbrücker Hütte.
Das Matschunjoch ist ein Kreuzungspunkt mit Wanderwegen ins Novatal, ins Vergaldnertal, ins Gerneratal und nach Norden und Süden entlang des Grats der Garnera-Gruppe.

## Filmkulisse
Das Ganeratal ist unbewohnt und sehr ursprünglich, kaum verändert in den letzten Jahrhunderten. Daher hat Regisseur Joseph Vilsmaier das Garneratal als Drehort für den Film Schlafes Bruder auswählt. Für den Film hat er eigens ein Alpendorf aus dem 19. Jahrhundert nachbauen lassen.